# Toss Woollaston

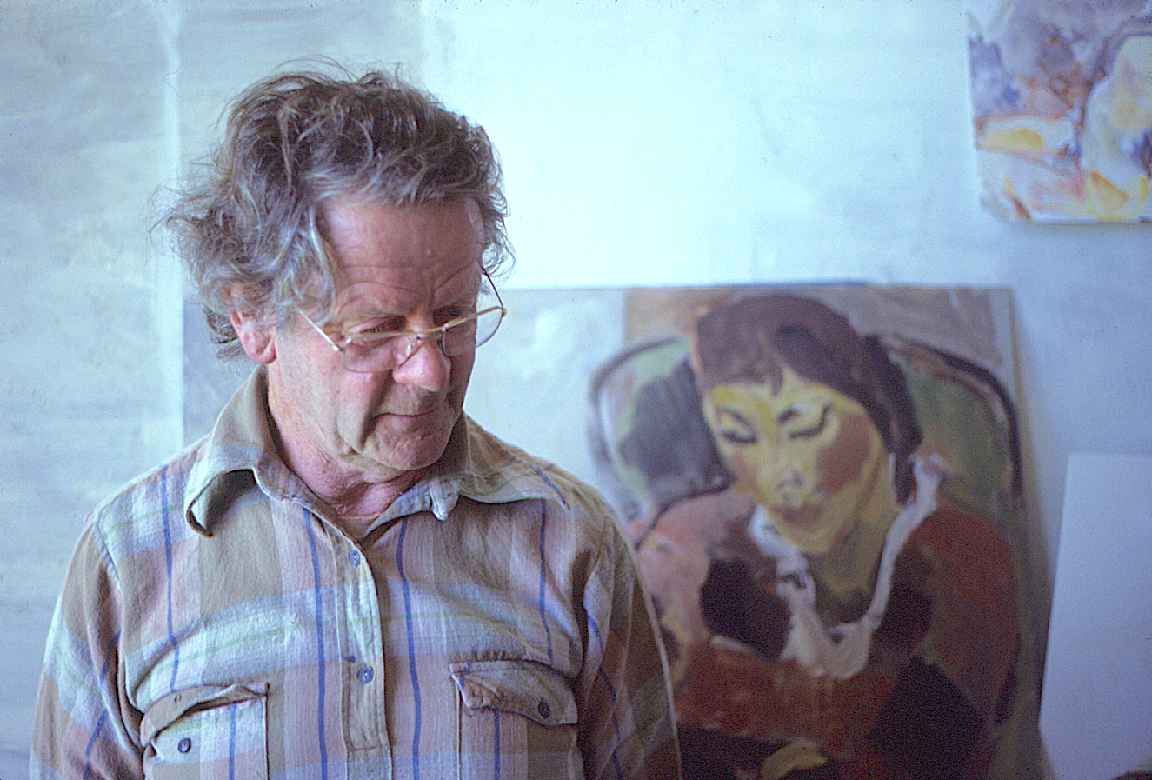
Toss Woollaston (1980er Jahre)

Mountford Tosswill „Toss“ Woollaston (* 11. April 1910 in Toko, Stratford; † 30. August 1998 in Upper Moutere) war ein neuseeländischer Maler und Dichter. Er gilt als einer der wichtigsten Vertreter der neuseeländischen modernen Malerei.

## Leben und künstlerische Entwicklung
Mountford Tosswill Woollaston wurde am 11. April 1910 in Toko, Stratford, geboren und wuchs mit vier Brüdern auf einer Milchfarm in der Nähe von Huinga im Hinterland der Region Taranaki auf. Er war der Sohn von John Reginald Woollaston und dessen Frau Charlotte Kathleen Frances Tosswill. „Toss“ (wie er seit seiner Kindheit genannt wurde) besuchte die örtliche Grundschule und die Stratford Technical High School (1924–26). Seine Mutter war der prägende Einfluss in seiner frühen Entwicklung. Ihre kraftvolle Persönlichkeit, ihr christlicher Eifer und ihr künstlerisches Interesse – insbesondere an der Musik – waren ein Korrektiv für die oft eintönige harte Arbeit auf der Farm. Obwohl sie versuchte, Toss von einer Karriere als Künstler abzubringen, gelang es ihm immer wieder, sich mit ihr leidenschaftlich über Kunst, Literatur und Religion auszutauschen. Nachdem er 1928 sein Zuhause verlassen hatte, schrieb Woollaston ihr zahlreiche Briefe, und ihre Antworten ermutigten ihn, seine Überzeugungen und Ambitionen zu präzisieren.
Woollastons frühes künstlerisches Ziel war es, Dichter zu werden. Inspiriert von den englischen Romantikern, insbesondere Shelley, kam er als junger Dichter 1928 in die Gegend von Nelson, wo er seinen Lebensunterhalt als Gartenarbeiter verdiente. Als religiöser und idealistischer junger Mann dachte er auch über eine Berufung für die anglikanische Kirche nach. Er war jedoch nicht bereit, sich vollständig dem Dogma und der Disziplin der Kirche zu unterwerfen. Dies wurde ihm durch die Reaktion des örtlichen Bischofs auf sein Eintreten für einen christlichen Pazifismus auf der Grundlage von Tolstois Schriften bewusst, eine Haltung, die ihn in Konflikt mit seinen Eltern und der Gesellschaft brachte. Bei einer Gerichtsverhandlung im Jahr 1928 wurde ihm jedoch aus religiösen Gründen eine Befreiung von der Wehrpflicht gewährt. Kurz darauf entdeckte Woollaston die Malerei für sich und war begeistert von den greifbaren und sinnlichen Qualitäten der Farbe als Ausdrucksmittel. Er gab das Schreiben nicht auf, aber von nun trat es hinter die Malerei zurück. 1930 riet ihm sein erster Kunstlehrer, Hugh Scott, sich an der Canterbury College School of Art in Christchurch einzuschreiben. Woollaston besuchte die Schule im Jahr 1931, war jedoch vom konservativen Charakter des Unterrichts enttäuscht.
Durch die Ermutigung einer Freundin, der Dichterin Ursula Bethell, machte sich Woollaston 1932 auf den Weg nach Dunedin, um an der Dunedin School of Art bei dem Engländer Robert Nettleton Field zu studieren. Woollaston war in Christchurch zufällig auf Fields Arbeiten gestoßen und war davon beeindruckt. Er fand in Field einen lebhaften und launenhaften Lehrer, der betonte, dass der Schüler seine eigene künstlerische Sprache finden müsse. Begierig darauf, sich selbstständig zu machen, verließ Woollaston Dunedin nach nur zwei Semestern, allerdings nicht bevor er in Edith Winifred Alexander und Rodney Kennedy zwei künstlerische Mitstreiter und Freunde gefunden hatte. Alexander, seine spätere Frau, sollte ihm eine lebenslange Freundin und Unterstützerin bleiben.
1934 ließ sich Woollaston in Māpua in der Region Nelson nieder und begann auf geliehenem Land mit dem Bau eines kleinen Hauses aus getrockneten Lehmziegeln. In diesem Jahr hatte er eine weitere einflussreiche Begegnung, mit Flora Scales, einer neuseeländischen Künstlerin, die kürzlich aus München zurückgekehrt war, wo sie an der Kunstschule von Hans Hofmann studiert hatte. Scales’ Gemälde und Hofmanns Theorien, die auf einer Analyse von Cézannes Kunst basierten, bildeten den intellektuellen Rahmen, den Woollaston brauchte, um seine eigene künstlerische Unabhängigkeit zu entwickeln. Cézanne wurde ihm auch ein Vorbild künstlerischer Beharrlichkeit. Woollaston machte es sich seitdem zur Lebensaufgabe, die kreativen Spannungen auszuloten, die er bei Cézanne zwischen der persönlichen Auffassung einer bestimmten Landschaft und der formalen Konstruktion des Bildes wahrnahm.
Mitte der dreißiger Jahre des vergangenen Jahrhunderts fand Woollaston seinen eigenen Stil. Das 1936 entstandene Doppelporträt Figures from Life kann als ein Musterbeispiel dafür gelten; mit seinen Affinitäten zum Primitivismus von Matisse, Picasso und dem deutschen Expressionismus. Es zeigt auch sein Verständnis für Hofmanns Theorien sowie die Entstehung eigener unverwechselbarer Visionen. Das Bild wird auch dafür angeführt, dass Woollaston zu dieser Zeit der wohl modernste Maler in Neuseeland war. Im gleichen Jahr veranstaltete er seine erste Solo-Ausstellung in Dunedin. Unter den Besuchern der Galerie war auch ein junger High-School-Schüler, Colin McCahon, für den die Gemälde eine Offenbarung waren. Er und Woollaston trafen sich kurz darauf; es war der Beginn einer lebenslangen, wenn auch nicht immer einfachen Freundschaft.
Am 20. August 1936 heirateten Toss und Edith in Dunedin. In den späten 1930er und 1940er Jahren lebten sie und ihre wachsende Familie in Māpua; 1944 hatten sie vier Kinder unter sieben Jahren. Diese Jahre stellten Woollastons Entschlossenheit zum künstlerischen Schaffen auf eine harte Probe. Da es in dem kleinen Haus weder fließendes Wasser noch Strom gab, war das tägliche Leben mühsam, so dass wenig Zeit und Energie für das Malen blieb. Als er schließlich eine Vollzeitbeschäftigung als Obstgärtner fand, wurde er vom Militärdienst befreit, da der Gartenbau als kriegswichtig erachtet wurde.
Trotz des Drucks des täglichen Lebens fand Woollaston Zeit, sich an den intellektuellen und kulturellen Debatten des Tages zu beteiligen. Viel beachtet war der Austausch mit dem linken Schriftsteller Winston Rhodes im Jahr 1938 in der Zeitschrift Tomorrow über die Rolle des Künstlers angesichts der faschistischen Bedrohung. Rhodes meinte, Künstler sollten sich sozial und politisch aktiv engagieren; Woollaston entgegnete, dass sich Künstler auf die spirituelle Dimension konzentrieren sollten.
In dieser Zeit verfolgten viele neuseeländische Künstler und Schriftsteller ein selbstbewusst national-kulturelles Programm, dass die neuseeländische Kultur auch aus ihren kolonialen Bindungen lösen wollte. Obwohl Woollaston von Kritikern häufig als National-Künstler eingestuft wurde, da er mit seiner Landschaftsmalerei moderne Ikonen neuseeländischer Natur- und Kulturlandschaften schuf, war er politischen und kulturellen Vorgaben und Interpretationen gegenüber skeptisch und baute in seinem Leben und Werk auf seine religiösen Überzeugungen und die Transzendenz der Kunst.
Woollaston war im geographisch abgelegenen Māpua nicht isoliert. Kennedy und McCahon waren während der Erntesaison häufige Besucher, und als McCahon die Malerin Anne Hamblett heiratete, ließen sie sich in Pangatōtara in der Nähe von Motueka nieder. Zu diesem Kreis gehörten auch die Maler Doris Lusk und Patrick Hayman. Eine weitere wichtige Freundschaft in dieser Zeit bestand mit dem Dichter Charles Brasch. Er und der Kritiker Ron O’Reilly sollten eine wichtige Rolle dabei spielen, sowohl für Woollaston als auch für McCahon ein Publikum zu gewinnen. 1948 veranstaltete O’Reilly in der Wellington Public Library eine Retrospektive von Woollastons Werken, und ein Jahr später organisierte Helen Hitchings die wichtige gemeinsame McCahon-Woollaston-Ausstellung in ihrer Galerie in Wellington. Obwohl die Verkäufe zunächst schleppend waren, gelang es Woollaston, sich als Maler zu etablieren.
Ende 1949 zogen Woollaston und seine Familie nach Greymouth. Er reagierte begeistert auf die dramatische Landschaft der Westküste. Im Laufe des nächsten Jahrzehnts erfuhr seine Kunst formale Veränderungen, die auf seiner Beobachtung der Flusslandschaften von Taramakau und Gray mit ihrer imposanten Bergkulisse beruhten. Mit einer Hypothek und einer mehrköpfigen Familie, die er mit seinem Vertreterjob ernähren musste, spielte er jedoch häufiger mit dem Gedanken, die Malerei aufzugeben. In dieser Zeit begann er auch ein selbst-reflexives Arbeitstagebuch der künstlerischen Arbeit, weil er sich im entlegenen Greymouth nicht mit Malerkollegen austauschen konnte.
Ende der 1950er Jahre hatte sich Woollastons finanzielle Situation verbessert und er konnte neue Möglichkeiten der Kunstförderung nutzen. 1958 reiste er im Rahmen eines jährlichen Stipendiums der Association of New Zealand Art Societies nach Australien, studierte Gemälde alter Meister in der National Gallery of Victoria und stellte seine eigenen Arbeiten im Museum of Modern Art in Melbourne aus. 1961 erhielt er ein Stipendium des Arts Advisory Council und reiste nach Spanien, England und in die Vereinigten Staaten, um europäische Werke zu sehen, deren Reproduktionen ihn schon immer fasziniert hatten.
Woollaston begann in den späten 1950er Jahren mit der Leitung von Erwachsenenbildungskursen und erfreute sich zunehmender Nachfrage als Dozent. Sein Vortrag vor Auckland Gallery Associates aus dem Jahr 1960 wurde unter dem Titel „The Far-Away Hills: A Meditation on New Zealand Landscape“ veröffentlicht. Im Jahr 1963 stärkte die Retrospektivausstellung von Woollaston und McCahon in der Auckland City Art Gallery seinen Ruf weiter. 1966 veröffentlichte er Erua, ein Folio mit 48 Zeichnungen. Künstler der jüngeren Generation begannen, sich theoretisch und praktisch mit seinem Werk auseinanderzusetzen.
In den 1960er Jahren malte er eine Reihe von Auftragsporträts. Diese stellten eine willkommene Ergänzung zu seinem Einkommen dar, und die dabei geknüpften sozialen Kontakte erweiterten seinen Wirkungskreis. 1963 traf er einen aufstrebenden Kunsthändler aus Wellington, Peter McLeavey, der ihm drei Jahre später vorschlug, Woollastons Agent zu werden. Dies war die Ermutigung, die der Künstler brauchte, in Vollzeit zu malen. Woollaston zog 1968 zurück in die Gegend von Nelson und baute in Riwaka ein Haus mit einem geräumigen Studio, da seine Werke immer großformatiger wurden.
Die Manawatū Art Gallery stellte 1973 eine retrospektive Ausstellung zusammen, die durch das ganze Land auf Tournee ging. 1979 wurde Woollaston für seine Verdienste um die Malerei zum Ritter geschlagen. In den frühen 1980er Jahren war Woollaston vielleicht der bekannteste zeitgenössische Maler Neuseelands. 1980 veröffentlichte er Sage Tea, seinen lyrischen Bericht über seine Kindheit in Taranaki und sein frühes Erwachsenenleben. Seine Frau Edith starb 1987. Anfang der 1990er Jahre begann sich Woollastons Gesundheitszustand zu verschlechtern, er arbeitete jedoch weiterhin und unternahm noch Fernreisen, so in die amerikanische Heimat der ehemaligen US-Botschafterin in Neuseeland, Anne Martindell, zu der er eine enge Beziehung pflegte. In den letzten zwei Jahren seines Lebens hinderte ihn sein Gesundheitszustand daran, zu malen. Er starb am 30. August 1998 in Upper Moutere.

## Aspekte des Werks und seiner Entwicklung
Woollaston arbeitete in verschiedenen Medien, sein Werk umfasst vor allem Ölgemälde, Aquarelle und Zeichnungen.
Eine große Anzahl von frühen Werken Woollastons orientierte sich an der europäischen Moderne, wobei der persönliche Kontakt mit Flora Scales als Vermittlerin der Ideen Hans Hofmanns eine besondere Rolle spielte. Ansonsten musste Woollaston viele Jahre lang auf Bücher und andere Reproduktionen zurückgreifen, bevor er sich ein eigenes Bild vom europäischen und amerikanischen Kunstschaffen machen konnte.
Seine Gemälde der 1950er Jahre, die in den Southern Alps und in der Umgebung von Greymouth entstanden, orientieren sich an der überwältigenden Größe dieser Landschaften und deren elementaren Energien; gegen Ende des Jahrzehnts vergrößerte Woollaston seine Gemäldeformate, was deren Bildräumlichkeit, Dynamik und befreite Rhythmen noch stärker betonte. Die Palette der Hauptwerke seiner Landschaftsmalerei umfasst oft erdige und abgetönte Farben, die mit den geologischen Formationen und Stimmungen des Wetters in Verbindung stehen. Sie sind Stimmungsbilder nicht nur der Landschaften, sondern auch der neuseeländischen Menschen, die in ihnen wohnen und arbeiten und deren Häuser und Infrastruktur oft in die grandiose Natur eingebettet, aber auch von ihr gefährdet sind. Woollastons Porträts, die den Einfluss des deutschen und englischen Expressionismus und Picassos erkennen lassen, zeigen in oft wenigen Pinselstrichen und expressiven Farben die wichtigsten Charakteristika der Personen, aber auch deren Beziehungen. Zu den Porträtierten gehören Künstlerfreunde seiner Generation, aber auch immer wieder seine Frau sowie Menschen, die ihm auf Reisen und bei der Arbeit begegneten. Vor allem in seinem Spätwerk wird sein bis dahin abstrahierter Expressionismus, der jedoch immer noch gegenständliche Details erkennen lässt, oftmals völlig abstrakt und zu evokativen Farbspielen.

## Ausstellungen (Auswahl)

### Einzelausstellungen
- 1936 M.T. Woollaston. Dunedin. Kuratiert von Rodney Kennedy.
- 1948 M. T. Woollaston Wellington Public Library. Organisiert von Ron O’Reilly.
- 1954 M. T. Wollaston Wellington Architectural Centre Gallery.
- 1959 M. T. Wollaston Gallery 91, Christchurch.
- 1962 M. T. Woollaston Durham Street Art Gallery, Christchurch.
- 1968 M. T. Woollaston: Paintings, Drawings and Watercolours Peter McLeavey Gallery, Wellington.
- 1969 Dunedin Public Art Gallery.
- 1973 MT Woollaston Works / 1933-1973 Manawatu Art Gallery, Palmerston North.
- 1977 M.T. Woollaston Life Drawings Suter Art Gallery, Nelson (und weitere Orte).
- 1979 Woollaston in Wellington Dowse Art Gallery, Lower Hutt.
- 1979 Woollaston Drawings and Watercolours Suter Art Gallery, Nelson.
- 1992 Toss Woollaston: a Retrospective Museum of New Zealand Te Papa Tongarewa.

### Gruppenausstellungen
- 1961: Painting from the Pacific, Auckland City Art Gallery
- 1963: MT Woollaston – Colin McCahon: a Retrospective Exhibition Auckland City Art Gallery
- 1965: Contemporary Painting in New Zealand, Commonwealth Institute, London
- 1970/71 Contemporary Painting in New Zealand: Twelve Artists, Smithsonian Institute, Washington
- 1986 Content/Context: a Survey of Recent New Zealand Art National Art Gallery, Wellington